# 戴中亚
戴中亚（1962年9月—），湖南省长沙市宁乡市人，中华人民共和国政府官员。

## 生平
戴中亚大学获得硕士研究生学位， 1982年被调配到地方工作， 1989年加入中国共产党。

## 履历
- 中共宁乡县委常委[1]
- 中共宁乡经济开发区党工委书记[1]